# طرخشقون شرق الأردن
طرخشقون شرق الأردن (باللاتينية: Taraxacum transjordanicum) نوع نباتي يتبع جنس الطرخشقون من القبيلة الهندباوية التابعة للفصيلة النجمية.

## البيئة والانتشار
موطنه بلاد الشام.